# Atle Kristoffersen
Atle Kristoffersen (Fredrikstad, 11 luglio 1965) è un ex calciatore norvegese, di ruolo centrocampista.

## Biografia
È il figlio di Per Kristoffersen.

## Carriera

### Club
Kristoffersen debuttò per il Fredrikstad il 2 maggio 1982, nel pareggio per 2-2 sul campo del Rosenborg. A fine stagione, però, la sua squadra retrocesse nella 2. divisjon, ma Kristoffersen contribuì all'immediato ritorno nella massima divisione. Nel 1984, contribuì al successo finale nell'edizione stagionale della Coppa di Norvegia.
Nel 1989, il centrocampista passò al Moss. Esordì in squadra il 30 aprile, nel successo per 0-1 sul campo dello Start. Nel 1991 tornò al Fredrikstad, dove rimase fino al 1997, anno del suo ritiro.

### Nazionale
Kristoffersen giocò 8 partite per la Norvegia under 21. Debuttò il 19 maggio 1983, nel pareggio per 1-1 contro la Danimarca under 21.

## Palmarès

### Club

#### Competizioni nazionali
- Coppa di Norvegia: 1

Fredrikstad: 1984